# Metallurg Magnitogorsk
Metallurg Magnitogorsk é um clube de hóquei no gelo profissional russo sediado em Magnitogorsk. Eles são membros da Liga Continental de Hockey.

## História
Fundando originariamente  em 1955, pela empresa Magnitogorsk Serviços de Ferro e Aço quando ingressaram na Liga Soviética.
São membros da Liga Continental de Hockey desde a primeira temporada.

## Títulos
- Copa Gagarin (2): 2014, 2016.